# Liste der Baudenkmale in Wittmund
In der Liste der Baudenkmale in Wittmund sind alle Baudenkmale der niedersächsischen Stadt Wittmund im Landkreis Wittmund aufgelistet. Grundlage ist die veröffentlichte Denkmalliste des Landkreises (Stand: November 2000).
Baudenkmale sind „im Sinne des Gesetzes Bodendenkmale, bewegliche Denkmale und Denkmale der Erdgeschichte.“ Die Denkmalliste der Stadt Wittmund umfasst eine Vielzahl von Baudenkmalen.
Die Liste umfasst, falls vorhanden, eine Fotografie des Denkmals, als Bezeichnung den Namen, sonst den Gebäudetyp und die Adresse, das Datum der Unterschutzstellung und die Eintragungsnummer der Denkmalbehörde.

## Einzeldenkmale
| Bild                                              | Bezeichnung                                        | Lage                                  | Beschreibung | Bauzeit                                                            | Eingetragen seit | Denkmal- nummer |
| ------------------------------------------------- | -------------------------------------------------- | ------------------------------------- | --- | ------------------------------------------------------------------ | ---------------- | --------------- |
| Wohn-/Wirtschaftsgebäude, Gulfhaus                | Wohn-/Wirtschaftsgebäude, Gulfhaus                 | Bei der Kirche 2, Ardorf Karte        | Kleines Gulfhaus, Ziegelbau | Zweite Hälfte 19. Jahrhundert                                      |                  | 1               |
| Friedhof                                          | Friedhof                                           | Bei der Kirche 10, Ardorf Karte       | |                                                                    |                  | 2               |
| Glockenturm                                       | Glockenturm                                        | Bei der Kirche 10, Ardorf Karte       | Ziegelbau | 1807                                                               |                  | 3               |
| Kirche                                            | Kirche                                             | Bei der Kirche 10, Ardorf Karte       | Rechteckiger Saalbau aus Granitquadern und Ziegeln auf warftähnlicher Aufschüttung                                                                                 | Anfang 13. Jahrhundert                                             |                  | 4               |
| Pfarrhaus                                         | Pfarrhaus                                          | Bei der Kirche 12, Ardorf Karte       | Eingeschossiger Ziegelbau mit Drempel und Krüppelwalmdach, Gurtgesims                                                                                              | um 1910                                                            |                  | 5               |
| BW                                                | Wohn-/Wirtschaftsgebäude, Gulfhaus                 | Hohebarger Straße 38, Ardorf Karte    | Kleines Gulfhaus, Ziegelbau, mit Wallhecken an der Zuwegung | um 1900                                                            |                  | 6               |
| BW                                                | Hof Steinhamm (Wohn-/Wirtschaftsgebäude, Gulfhaus) | Barg-Steinhamm 5, Asel Karte          | Gulfhaus, Ziegelbau, eingeschossiger Wohnteil mit Ziegelgliederung durch Lisenen und Gesimse                                                                       | um 1880                                                            |                  | 7               |
| Wohn-/Wirtschaftsgebäude, Gulfhaus                | Wohn-/Wirtschaftsgebäude, Gulfhaus                 | Horster Straße 4, Asel Karte          | Gulfhaus, Ziegelbau, eingeschossiger Wohnteil | um 1860 (Wohnteil), um 1900 (Wirtschaftsteil)                      |                  | 8               |
| BW                                                | Wohn-/Wirtschaftsgebäude, Gulfhaus                 | Klinge 1, Asel Karte                  | Gulfhaus mit umgräfteter Hofwarft, breitgelagerter Wohnteil mit mittiger Kellerstube                                                                               | 1724 mit älteren Teilen (15. Jahrhundert?)                         |                  | 9               |
| BW                                                | Hof Scheperhusen (ehem. Wohn-/Wirtschaftsgebäude)  | Scheperhusener Weg 4, Asel Karte      | Ehemaliges Steinhaus mit teils umgräfteter Hofwarft, eingeschossiger Ziegelbau mit Resten originaler Wandgliederung und Fensterformen, Wirtschaftsteil abgebrochen | Ende 16. Jahrhundert                                               |                  | 10              |
| Friedhof                                          | Friedhof                                           | Zum Freizeitheim 2, Asel              | |                                                                    |                  | 11              |
| Glockenturm                                       | Glockenturm                                        | Zum Freizeitheim 2, Asel              | Ziegelbau | 1661                                                               |                  | 12              |
| St.-Dionysius-Kirche                              | St.-Dionysius-Kirche                               | Zum Freizeitheim 2, Asel Karte        | Einschiffiger Granitquaderbau auf Kirchwarft | Ende 12. Jahrhundert                                               |                  | 13              |
| Landarbeiterhaus (ehem. Wohn-/Wirtschaftsgebäude) | Landarbeiterhaus (ehem. Wohn-/Wirtschaftsgebäude)  | Zur Aseler Gaste 5, Asel Karte        | Kleiner eingeschossiger Ziegelbau mit Kübbungen | 19. Jahrhundert                                                    |                  | 14              |
| BW                                                | Friedhof                                           | Berdumer Dorfstraße 18, Berdum Karte  | |                                                                    |                  | 15              |
| BW                                                | Kriegerdenkmal                                     | Berdumer Dorfstraße 18, Berdum Karte  | |                                                                    |                  | 16              |
| Maria-Magdalena-Kirche                            | Maria-Magdalena-Kirche                             | Berdumer Dorfstraße 18, Berdum Karte  | Rechteckiger Saalbau mit Westturm auf Kirchwarft | 1801                                                               |                  | 17              |
| Krullsche Mühle                                   | Krullsche Mühle                                    | Grünhofweg 3, Berdum Karte            | Oktogonaler Erdholländer auf Mühlenwarft mit reetgedecktem Achtkant                                                                                                | 1820, Kappe 1909                                                   |                  | 18              |
| BW                                                | Müllerhaus                                         | Grünhofweg 5, Berdum Karte            | Gulfhaus, Ziegelbau | 1882                                                               |                  | 19              |
| BW                                                | Haus Berdum (Wohn-/Wirtschaftsgebäude, Gulfhaus)   | Grünhofweg 7, Berdum Karte            | Großes Gulfhaus auf umgräfteter Hofwarft, Wohnteil eingeschossiger Ziegelbau                                                                                       | 16. Jahrhundert, umgebaut 18. Jahrhundert, Wirtschaftsteil um 1920 |                  | 20              |
| BW                                                | Wohn-/Wirtschaftsgebäude, Gulfhaus                 | Fahnhusener Straße 41, Blersum Karte  | Einzelhof | 18. Jahrhundert (Kern), Umbaut um 1880                             | 11. März 1996    | 21              |
| BW                                                | Wohn-/Wirtschaftsgebäude, Gulfhaus                 | Heerweg 7, Blersum Karte              | Kleines Gulfhaus, Ziegelbau mit Holzblockrahmenfenstern | Mitte 19. Jahrhundert                                              |                  | 22              |
| BW                                                | Glockenturm                                        | Notiser Weg 7, Blersum Karte          | Niedriger Ziegelbau | 1698                                                               |                  | 23              |
| BW                                                | Friedhof                                           | Notiser Weg 9, Blersum Karte          | |                                                                    |                  | 24              |
| Blersumer Kirche                                  | Blersumer Kirche                                   | Notiser Weg 9, Blersum Karte          | Einschiffiger Ziegelbau mit halbrunder Apsis auf Kirchwarft | um 1270/80                                                         |                  | 25              |
| BW                                                | Wohn-/Wirtschaftsgebäude, Gulfhaus                 | Notiser Weg 13, Blersum Karte         | Großes Gulfhaus, Ziegelbau | 1878                                                               |                  | 26              |
| BW                                                | Scheune                                            | Bassens 2, Burhafe Karte              | Gulfscheune, Ziegelbau | Mitte 19. Jahrhundert                                              |                  | 27              |
| BW                                                | Wohn-/Wirtschaftsgebäude, Gulfhaus                 | Bassens 2, Burhafe Karte              | Gulfhaus mit Hofwarft und Baumbestand | Ende 19. Jahrhundert                                               |                  | 28              |
| BW                                                | Friedhof                                           | Hauptstraße 3, Burhafe Karte          | | 1698                                                               |                  | 29              |
| BW                                                | Glockenturm                                        | Hauptstraße 3, Burhafe Karte          | Hölzerne Turmkonstruktion |                                                                    |                  | 30              |
| St.-Florian-Kirche                                | St.-Florian-Kirche                                 | Hauptstraße 3, Burhafe Karte          | Rechteckiger Saalbau in Ziegelbauweise mit Kirchwarft und Einfriedung                                                                                              | 1821                                                               |                  | 31              |
| BW                                                | Wohn-/Wirtschaftsgebäude, Gulfhaus                 | Hauptstraße 8, Burhafe Karte          | Wohnteil in Ziegelbau mit Putzgliederung, Mittelrisalit mit Freigespärre                                                                                           | 1898                                                               |                  | 32              |
| BW                                                | Wohn-/Wirtschaftsgebäude, Gulfhaus                 | Negenbarger Straße 85, Burhafe Karte  | Ziegelbau mit Zierfries | um 1870                                                            |                  | 33              |
| BW                                                | Mühlenhof, Nebengebäude                            | Müllerstraße 1, Buttforde Karte       | Ziegelbau |                                                                    |                  | 34              |
| BW                                                | Müllerhaus (Wohn-/Wirtschaftsgebäude, Gulfhaus)    | Müllerstraße 1, Buttforde Karte       | Ziegelbau, zum Teil reetgedeckt | Erste Hälfte 19. Jahrhundert                                       |                  | 35              |
| Mühlenstumpf                                      | Mühlenstumpf                                       | Müllerstraße 3, Buttforde Karte       | Reetgedeckter Mühlenstumpf einer ehemaligen Holländerwindmühle | 1783 (älteste Datierung)                                           |                  | 36              |
| BW                                                | Friedhof                                           | Neudorfer Weg 3, Buttforde Karte      | | 1698                                                               |                  | 37              |
| BW                                                | Glockenturm                                        | Neudorfer Weg 3, Buttforde Karte      | Ziegelbau | 13. Jahrhundert                                                    |                  | 38              |
| St.-Marien-Kirche                                 | St.-Marien-Kirche                                  | Neudorfer Weg 3, Buttforde Karte      | Einschiffiger romanischer Granitquaderbau mit halbrunder Apsis auf Kirchwarft                                                                                      | um 1230                                                            |                  | 39              |
| BW                                                | Wohn-/Wirtschaftsgebäude                           | Schwarzehörner Weg 7, Buttforde Karte | Kleiner, gulfhausähnlicher Ziegelbau | Zweite Hälfte 19. Jahrhundert                                      |                  | 40              |
| Sielhafen                                         | Sielhafen                                          | Am Hafen, Carolinensiel Karte         | Hafen mit altem Baumbestand (beidseitige Lindenreihen), Hafenbecken mit Brückensiel und geschlossener Randbebauung an der Deichinnenseite                          |                                                                    |                  | 41              |
| BW                                                | ehem. Wohnhaus                                     | Am Hafen Ost 1, Carolinensiel Karte   | |                                                                    |                  | 42              |
| BW                                                | Wohnhaus                                           | Am Hafen Ost 2, Carolinensiel Karte   | Zweigeschossiger traufständiger Ziegelbau | Zweite Hälfte 19. Jahrhundert                                      |                  | 43              |
| Kapitänshaus                                      | Kapitänshaus                                       | Am Hafen Ost 3, Carolinensiel Karte   | Ein- bis zweigeschossiger giebelständiger Ziegelbau, Wandgliederung durch Dreiecksmauerung                                                                         | 1803                                                               |                  | 44              |
| Wohnhaus                                          | Wohnhaus                                           | Am Hafen Ost 4, Carolinensiel Karte   | Eingeschossiger giebelständiger, zum Teil verputzter Ziegelbau mit Giebelbekrönung                                                                                 | um 1800                                                            |                  | 45              |
| Gaststätte                                        | Gaststätte                                         | Am Hafen Ost 5, Carolinensiel Karte   | Eingeschossiger giebelständiger Putzbau mit rückwärtigem, zweigeschossigem Queranbau                                                                               |                                                                    |                  | 46              |
| Wohnhaus                                          | Wohnhaus                                           | Am Hafen Ost 6, Carolinensiel Karte   | |                                                                    |                  | 47              |
| BW                                                | Wohnhaus                                           | Am Hafen Ost 7, Carolinensiel Karte   | |                                                                    |                  | 48              |
| Sielhafenmuseum (ehem. Speicher „Groot Hus“)      | Sielhafenmuseum (ehem. Speicher „Groot Hus“)       | Am Hafen Ost 8, Carolinensiel Karte   | Zwei- bis dreigeschossiger giebelständiger Putzbau, beide Giebel mit Ladeluken und Kranbalken,                                                                     | 1840/1924                                                          |                  | 49              |
| Wohnhaus                                          | Wohnhaus                                           | Am Hafen Ost 9, Carolinensiel Karte   | Eingeschossiger traufständiger Putzbau mit Drempel und Zwerchhaus                                                                                                  | um 1915                                                            |                  | 50              |
| BW                                                | Gasthaus                                           | Am Hafen West 1, Carolinensiel Karte  | Zweigeschossiger, traufständiger Ziegelbau mit rückwärtigen Flügel, Geschoßgesims                                                                                  | um 1860/1870                                                       |                  | 51              |
| Wohnhaus                                          | Wohnhaus                                           | Am Hafen West 2, Carolinensiel Karte  | Eingeschossiger, giebelständiger Putzbau mit Drempel, Putzgliederung                                                                                               | um 1890                                                            |                  | 52              |
| Wohnhaus                                          | Wohnhaus                                           | Am Hafen West 3, Carolinensiel        | Eingeschossiger, giebelständiger Ziegelbau. Wandgliederung durch Traufgesims, Traufsteine und Giebelbekrönung                                                      | Anfang 19. Jahrhundert                                             |                  | 53              |
| BW                                                | Wohnhaus Bestandteil                               | Am Hafen West 4, Carolinensiel Karte  | |                                                                    |                  | 54              |
| BW                                                | Wohnhaus Bestandteil                               | Am Hafen West 5, Carolinensiel Karte  | |                                                                    |                  | 55              |
| Wohnhaus                                          | Wohnhaus                                           | Am Hafen West 6, Carolinensiel Karte  | Eingeschossiger, giebelständiger Ziegelbau mit Drempel. Putzgliederung durch Ecklisenen, Ortgang- und Traufgesims                                                  | um 1890                                                            |                  | 56              |
| BW                                                | Wohnhaus Bestandteil                               | Am Hafen West 7, Carolinensiel Karte  | |                                                                    |                  | 57              |
| BW                                                | Speicher, ehemaliges Wohnhaus                      | Am Hafen West 8, Carolinensiel Karte  | Eingeschossiger, giebelständiger Putzbau | im Kern 19. Jahrhundert                                            |                  | 58              |
| BW                                                | Bestandteil ehemalige Gaststätte „Börse“           | Am Hafen West 9, Carolinensiel Karte  | Treffpunkt der Fischer, Kaufleute und andere an der Brücke des Siels, später Gasthaus Börse Versammlungsstätte                                                     |                                                                    |                  | 59              |
| BW                                                | Wohnhaus Bestandteil                               | Am Hafen West 10, Carolinensiel Karte | |                                                                    |                  | 60              |
| BW                                                | Wohnhaus                                           | Am Hafen West 11, Carolinensiel Karte | Eingeschossiger, giebelständiger Putzbau mit KrüppelwalmdachGeschoßgesims                                                                                          | um 1930                                                            |                  | 61              |
| BW                                                | Wohnhaus Bestandteil                               | Am Hafen West 12, Carolinensiel Karte | |                                                                    |                  | 62              |